# Víztaposó
A víztaposó (Phalaropus) a lilealakúak (Charadriiformes) rendjében a szalonkafélék (Scolopacidae) családjának egyik neme.

## Rendszerezés
A nembe az alábbi 3 faj tartozik:
- vékonycsőrű víztaposó (Phalaropus lobatus)
- laposcsőrű víztaposó (Phalaropus fulicaria)
- Wilson-víztaposó (Phalaropus tricolor vagy Steganopus tricolor)